# Bernhard Cossmann

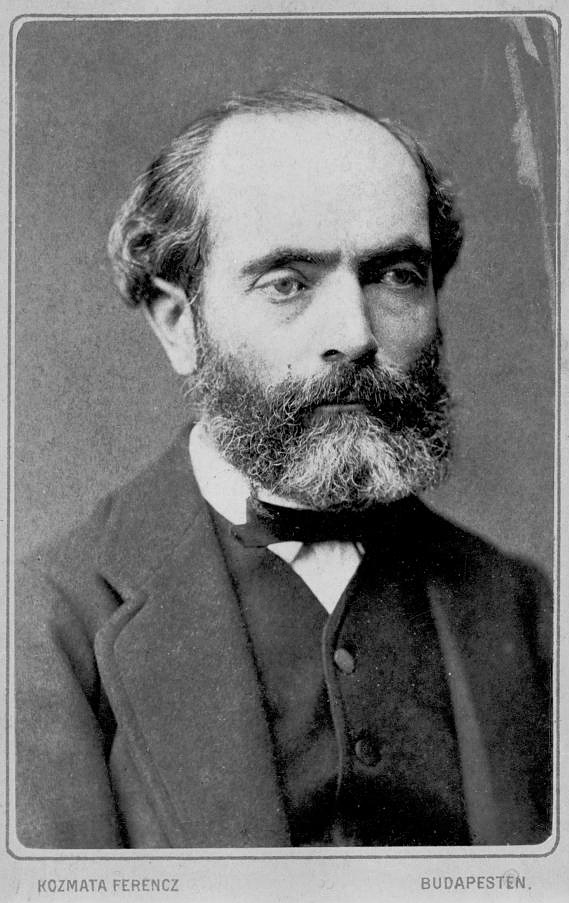
Cossmann in den 1870er Jahren

Bernhard Cossmann (* 17. Mai 1822 in Dessau; † 7. Mai 1910 in Frankfurt am Main) war ein deutscher Cellist und Komponist.

## Leben
Bernhard Cossmann studierte Violoncello bei Theodor August Müller (1802–1875), Friedrich August Kummer dem Jüngeren und Karl Drechsler. Ab 1840 spielte er im Orchester der Italienischen Oper in Paris. Von 1847 bis 1849 war er Mitglied des Gewandhausorchesters in Leipzig und Mitglied des Quartetts von Ferdinand David. Mit Franz Liszt, den er schon in Paris kennengelernt hatte, ging er 1850 nach Weimar. Im Jahre 1866 wurde Cossmann als Hochschullehrer  für Violoncello an das Moskauer Konservatorium berufen. Nach vier Jahren ging er zurück nach Deutschland und lebte von 1870 bis 1878 in Baden-Baden. Ab 1878 unterrichtete er an Dr. Hoch’s Konservatorium in Frankfurt.
Cossmann gab Konzerte als Solist und als Mitglied eines Quartetts (mit Edmund Singer, Carl Stör und Johann Waldbrül).

## Werke (Auswahl)
Seine Kompositionen umfassen drei Phantasien, eine Oper und mehrere Solowerke für verschiedene Instrumente. Darüber hinaus hat er zahlreiche Etüden für Cello gesetzt, von denen noch heute viele verwendet werden.
Seine Phantasien für Violoncello nach Motiven aus Opern wie Der Freischütz und Euryanthe sowie auf bekannte Stücke zeigte er Heinrich Kiefer, der viele kleine Veränderungen z. B. am Erlkönig vornahm.
Cossmanns Cellokonzerte zeigen die große Kenntnis des Cellos und seines Potenzials. Er bewunderte den italienischen Komponisten Alfredo Piatti und widmete ihm seine fünf großen Konzert-Studien op. 10.